# (7620) Willaert
(7620) Willaert (4077 P-L) – planetoida z grupy pasa głównego asteroid okrążająca Słońce w ciągu 3,73 lat w średniej odległości 2,4 j.a. Odkryta 24 września 1960 roku, nazwana na cześć flamandzkiego kompozytora Adriana Willaerta.